# Jonas Scheidegger
Jonas Scheidegger alias Space One, (* 24. August 1981 in Bern) ist ein Schweizer Maler und Plastiker.

## Leben
Scheidegger wurde als Sohn einer Künstlerfamilie geboren. Sein Vater, der Gitarrist und Komponist Fere Scheidegger, ist Gründer und Leiter der Jazzformation Fere's Hot Strings, seine Mutter freischaffende Künstlerin und seine Schwester Gitarristin und Sängerin. Scheidegger absolvierte den Grundkurs und Vorkurs an der Schule für Gestaltung Bern und Biel und arbeitete temporär als Kulissengestalter am Konzert Theater Bern, am Theater Basel und am Schauspielhaus Zürich.
Im Jahre 2004 erkrankte Scheidegger schwer und wurde in die Universitären Psychiatrischen Dienste Bern (UPD) eingeliefert. Dort gab er sich vollauf der Malerei hin. Nach vier Jahren verliess er die Klinik und lebt seither als frei schaffender Künstler, so unter anderem an der Kunstwerkstatt Waldau.

## Bildnerisches Schaffen
Das Werk von Scheidegger umfasst mehr als 2500 Gemälde, Zeichnungen, Wandmalereien und Plastiken. Seine Werke gelten als Kunst jenseits etablierter Formen und Strömungen und werden von den Kunstsachverständigen als Art brut oder Outsider Art eingeordnet. Die Werke von Scheidegger wurden und werden in Ausstellungen und Museen u. a. in der Schweiz, in China, Frankreich, Deutschland und in den Niederlanden gezeigt. Ein Teil davon ist im Besitz des Musée de la Création Franche in Bègles, des Psychiatrie-Museums Bern, des Outsider Art Museum in Amsterdam, des Museum van de Geest in Haarlem und des Kunstvereins Frauenfeld. Weitere Werke befinden sich in den privaten Kunstsammlungen von Max E. Ammann, von Hannah Rieger und Carlo Imboden.

## Ausstellungen (Auswahl)
- 2006: Jonas Scheidegger, Berg-Galerie New York Art, Plagne
- 2010: 25 Kunstenaars van het Waldau Atelier in Bern, Galerie Atelier Herenplaats, Rotterdam (NL)
- 2011: 2x2 Forum for European Outsider Art, Kunsthaus Kannen, Münster (BRD)
- 2012: Internationaler Recovery-Kongress, Universitäre Psychiatrische Dienste Bern (UPD), Bern
- 2014: 10 Jahre Kunstwerkstatt Waldau, Galerie Kornhausforum, Bern
- 2015: Käferfest, Galerie Nebensachen, Bäriswil
- 2016: Outsider Art Philippe Saxer, Perido Gerber, Miguel Muenger, Jonas Scheidegger, 798 Art Bridge Gallery, Peking (China)
- 2016: Visions et Créations Dissidentes, Musée de la Création Franche, Bègles (F)
- 2017: Kunstwerkstatt Waldau – Augenblicke, Galerie Atelier Worb, Worb
- 2018: Museumsnacht Bern 18, Psychiatrie-Museum, Bern
- 2018: „bilden“, Psychiatrie-Museum, Bern
- 2019: René Kleeb und Jonas Scheidegger, Kulturpunkt im Progr, Bern
- 2019: „gemeinsam kreativ“, Kunstverein Frauenfeld, Bernerhaus, Frauenfeld
- 2020: „Mental Health Art“, Museum auf der Burg, Raron
- 2020: „Mental Health Art in Progress“, Sun & Soul, Saanen
- 2021: „Wölfe von Heute“, Kulturhof Schloss, Köniz
- 2021: „Der Wolf ist los“, Plakatausstellung, Bahnhofplatz Bern
- 2021: „Licht & Schatten“, Kunstwerkstatt Waldau, Bern
- 2023: „In Helvetica“, Galerie Atelier Herenplaats, Rotterdam (NL)
- 2023: „Das war s. dann – Mental Health Art“, Schloss Spiez, Spiez
- 2025: „Kunstwerkstatt Waldau an der BernEXPO“, Bernexpo, Bern